# Kostel Panny Marie (Rostock)
Kostel Panny Marie (Rostock) (německy Marienkirche) je největší ze tří kostelů severoněmeckého Rostocku. Další dva jsou zasvěceny svatému Petrovi a svatému Mikulášovi. Ve městě se nacházel ještě čtvrtý kostel svatého Jakuba, ale ten byl během druhé světové války těžce poškozen a pak stržen. Kostel Panny Marie je od roku 1265 hlavním farním kostelem. Od reformace v roce 1531 zde sídlí sbor Evangelické-luteránské zemské církve Meklenburska.

## Budova
Velký kostel Panny Marie na Ziegenmarktu vznikl ve 13. století a byl rozšířen a upraven na konci 14. století na dnešní baziliku. Z roku 1232 je první zmínka o kostele na tomto místě, který je považován za předchůdce současné budovy. Trojlodní bazilika s půdorysem tvaru kříže je ve stylu cihlové gotiky, typickém pro hanzovní přístavní města severního Německa. Mohutná věž s barokní vížkou na vrcholu byla dokončena až koncem 18. století. Visí v ní dva dochované zvony starší než samotná kostelní věž.

## Interiér

#### Hlavní oltář

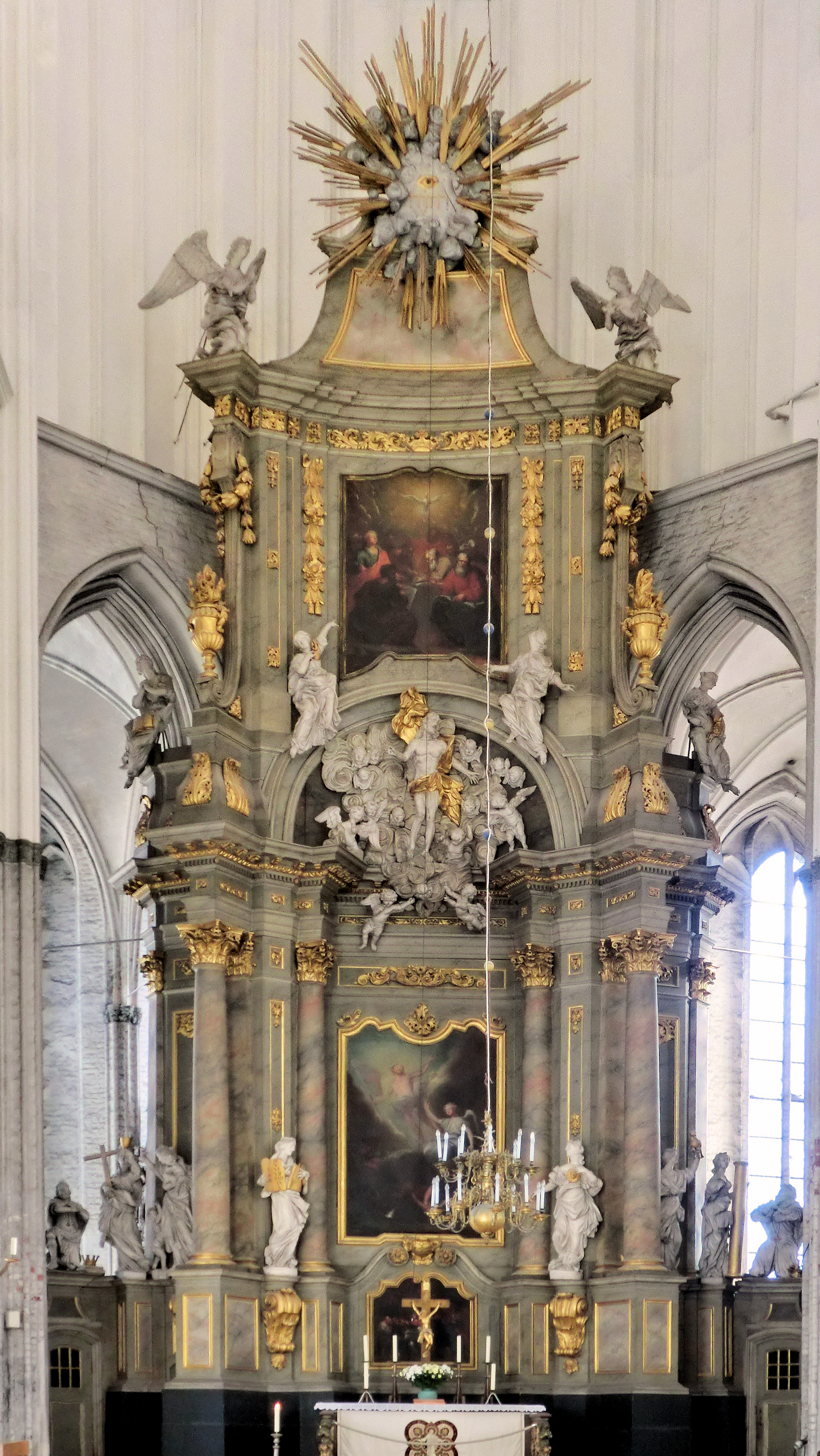
Hlavní oltář

Hlavní oltář zhotovili v letech 1720–1721 umělci Andreas Weißhut (malba), Hinrich Schaffer (sochy) a Friedrich Möller (tesařské práce) podle návrhu berlínského stavebního ředitele Christiana Rudolpha Stoldta. Nad zpovědnicemi na boku oltáře jsou sochy starozákonních králů Davida a Menaše. Dále je zde osm soch křesťanských ctností a postavy s knihou, sluncem, měsícem a deskami zákona. Spodní obraz ukazuje poslední večeři. Prostřední obraz ukazuje vzkříšení Ježíše. V horní části je znázorněna událost Letnic, sestoupení Ducha svatého. Oltář je korunován zářícím okem Božím.

#### Kazatelna

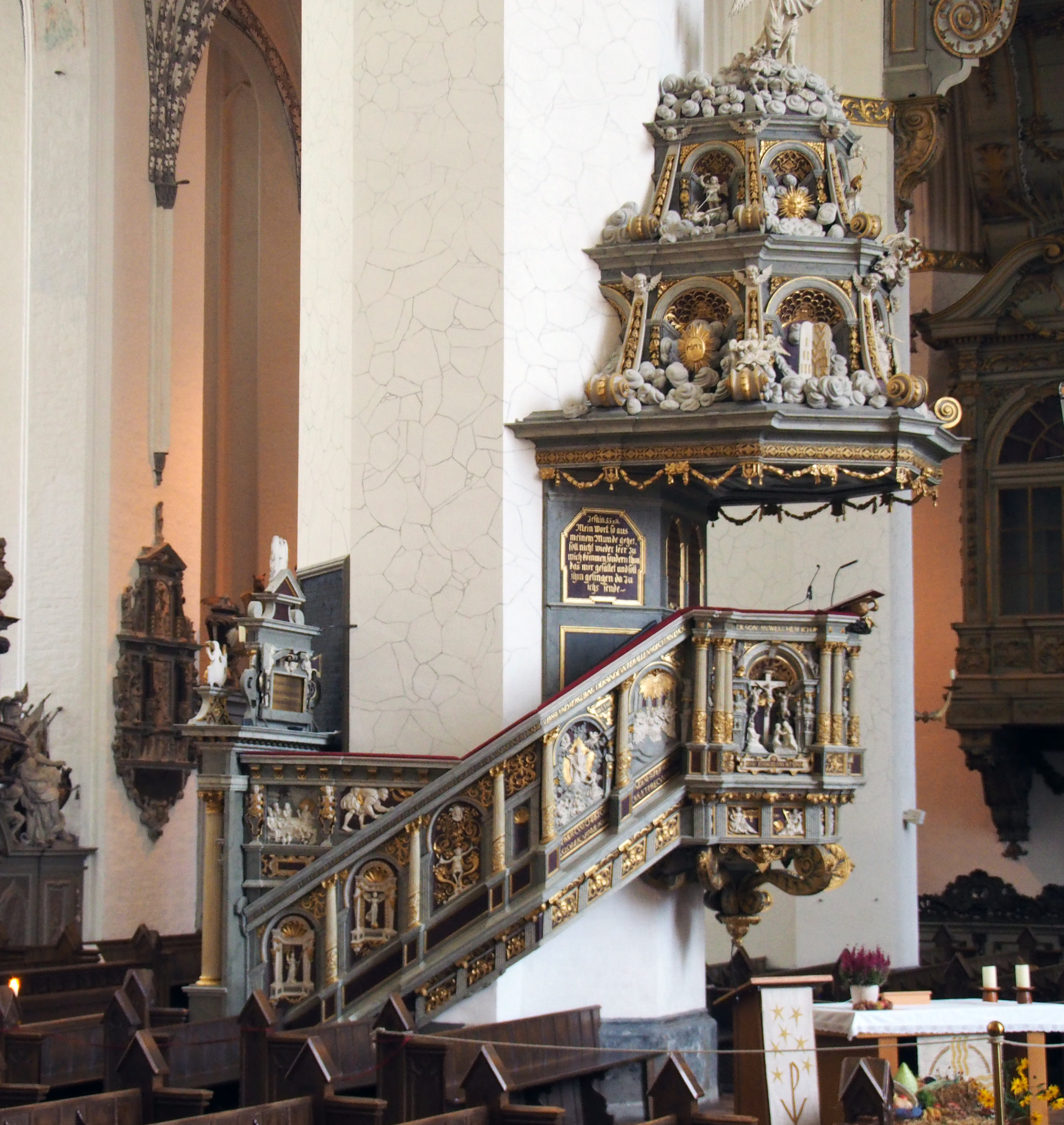
Renesanční kazatelna

Prvním poreformačním uměleckým dílem v kostele sv. Marie je kazatelna z roku 1574. Pravděpodobně ji vytvořil řezbář a sochař Rudolf Stockmann. Narodil se v Antverpách, v Rostocku se usadil až v roce 1577, a proto je jeho autorství sporné.
Kazatelna vyniká plastickým znázorněním výjevů z Ježíšova života, jako je adorace dítěte pastýři, Ježíšův křest a ukřižování. Jednotlivé scény jsou od sebe odděleny dvojicemi korintských sloupů. Pod nimi jsou alegorická znázornění křesťanských ctností. Řečnický pult nese pelikán, který prý v nouzi krmí mláďata vlastní krví, aby je zachránil před smrtí. Pelikán je symbolickou postavou pro smrt Ježíše, který svou smrtí zachraňuje lidstvo před věčnou smrtí.
Vchod na kazatelnu se vyznačuje hodnotným reliéfem podobenství o milosrdném Samaritánovi. Větší reliéf výše ukazuje lidi mezi zákonem a evangeliem, reprezentované Mojžíšem a Janem Křtitelem. Za těmito dvěma jsou biblické scény, které ilustrují zákon a evangelium. Vrcholem portálu je Jakubův boj s andělem u Jaboku. Nebesa nad kazatelnou rozdělená do dvou pater byla přidána o 150 let později, v roce 1723, a vytvořili je rostočtí řemeslníci Möller (tesař) a Hartich (sochař). Navrhli je tak, aby se výtvarně dobře přizpůsobila koši kazatelny a tvořila s ním celek. Zdobí je scény z Apokalypsy (Janova Zjevení) v deseti výklencích.

#### Orloj

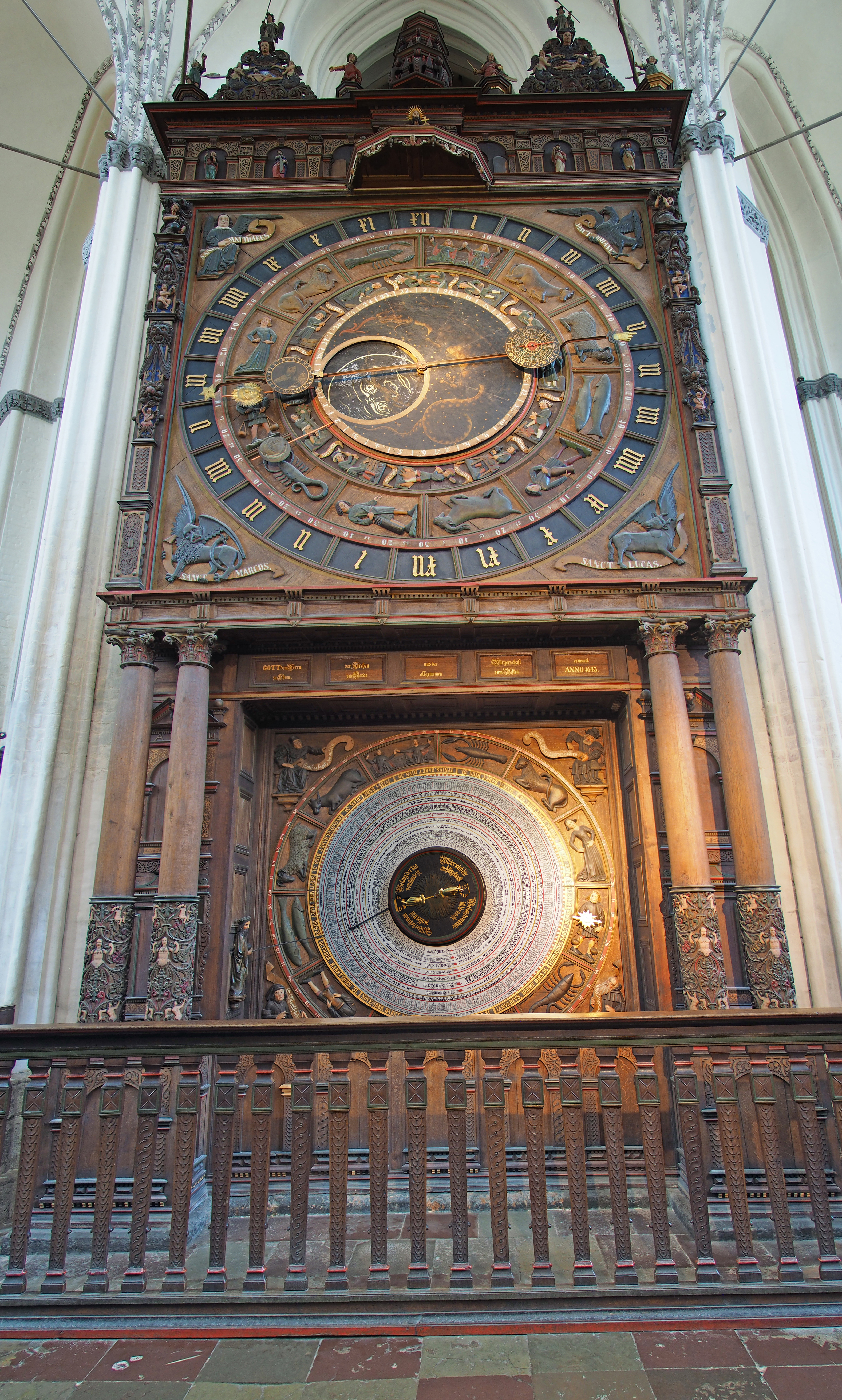
Orloj

Světoznámý je orloj, který jako jediný svého druhu na světě má dodnes svůj historický hodinový stroj. Sestrojen byl roku 1472 norimberským hodinářem Hansem Düringerem. Vnější změny proběhly v letech 1641 až 1643. Během této doby byla vytvořena nebo přepracována zvonkohra a figurky. Umělecky kovaná ochranná mříž kalendářního kotouče z této doby je dnes k vidění na východní stěně jižní příčné lodi. Mechanická obnova hodin proběhla v roce 1977. Orloj se skládá ze tří oddílů:
- Nahoře: Otáčející se apoštolové, kteří předcházejí před Ježíšem pro požehnání před vstupem do věčné blaženosti, a poslední, Jidáš, zůstává zavřen.
- Uprostřed: Hodiny s denním časem, zvěrokruhem, fázemi měsíce a měsícem;
- Dole: Kalendář, který je platný do roku 2150 (se začátkem roku 2018 tato tabulka nahradila v pořadí čtvrtou, která platila od roku 1885 do roku 2017).[4][5]

#### Oltář sv. Rocha

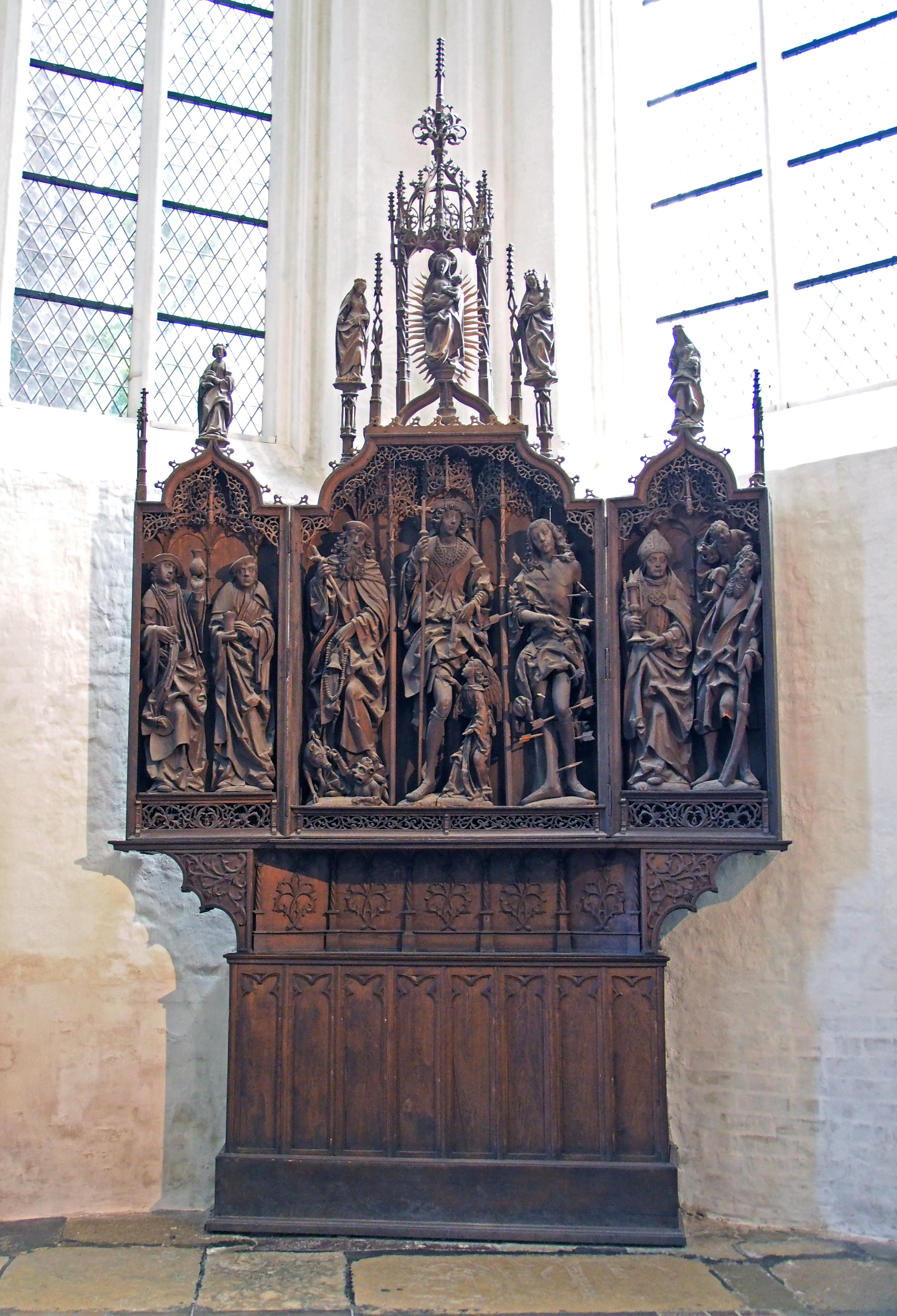
Oltář svatého Rocha

Oltář sv. Rocha pochází z doby kolem roku 1530, jediný dochovaný z původních 40 oltářů. Má bohatou výzdobu a pravděpodobně pochází z dílny lübeckého řezbáře Benedikta Dreyera. Na prostředním panelu jsou vyřezávané postavy sv. Rocha, Šebestiána a Antonína. Vlevo jsou vyobrazeni svatí Kosmas a Damián, vpravo Kryštof a svatý biskup Hugo z Rouenu. Většina z těchto světců jsou patrony cechu holičů a chirurgů, který oltář daroval. 

#### Křtitelnice

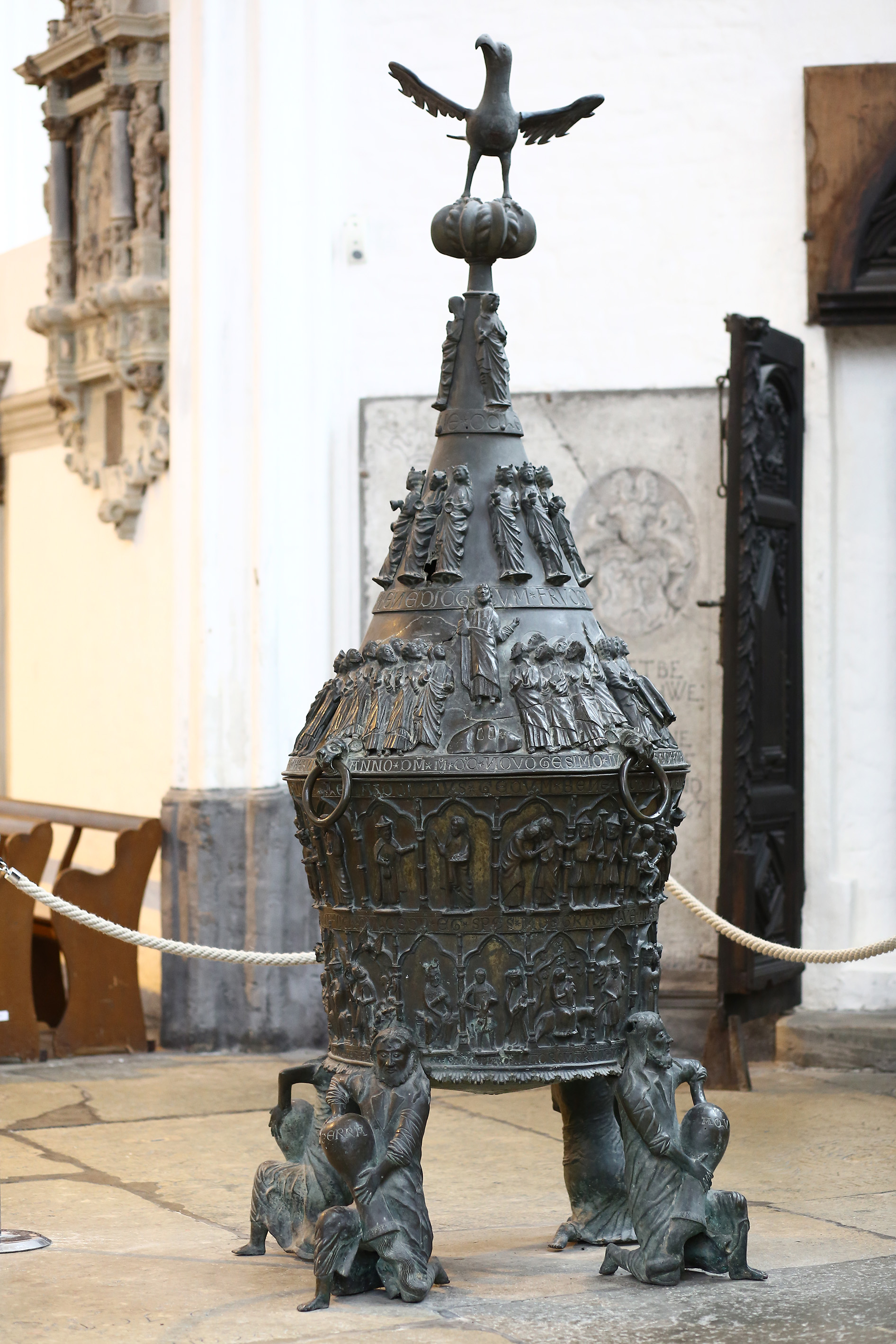
Bronzová křtitelnice

Bronzová křtitelnice v severovýchodní chórové kapli je jedním z nejstarších a nejvýznamnějších uměleckých děl v kostele. Byla dána do užívání roku 1290, jak říká nápis na spodním okraji víka. Jméno umělce není známo. Podobnosti mezi rostockou křtitelnicí a křtitelnicí v Hildesheimské katedrále, která je o 40 let starší, naznačují, že by umělci mohli být mistr a žák.
Křtitelnice je rozdělena do tří částí: celé dílo nesou čtyři vousaté mužské postavy. V rukou drží džbány, ze kterých teče voda. Nesou nápisy Aer (vzduch), Aqua (voda), Ignis (oheň), Terra (země) – tedy živly podle tehdejších představ. Prostřední část živě zobrazuje Ježíšův život. Životní příběh složený z 21 obrazů začíná zvěstováním anděla Gabriela Marii a končí Ježíšovým zmrtvýchvstáním a jeho setkáním s Marií Magdalénou. Na víku jsou čtyři lví hlavy, z nichž každá drží kruh, který lze použít ke zvednutí víka. Křest a nanebevstoupení Ježíše jsou výrazná vyobrazení na víku. Dále jsou tu postavy žen a mužů – pravděpodobně svatých biskupů a mučedníků. Své místo na víku našlo i podobenství o moudrých a pošetilých pannách. Celé dílo je korunováno orlem, který symbolizuje Boží moc a ochranu. Nápisy ve střední části křtitelnice zní „Ave Maria“ a „Salve Regina“. Obě modlitby byly součástí středověké křestní liturgie.
Během druhé světové války byla křtitelnice zakopána, aby byla ochráněna před zničením. Kov tím velmi utrpěl.

#### Vitráže

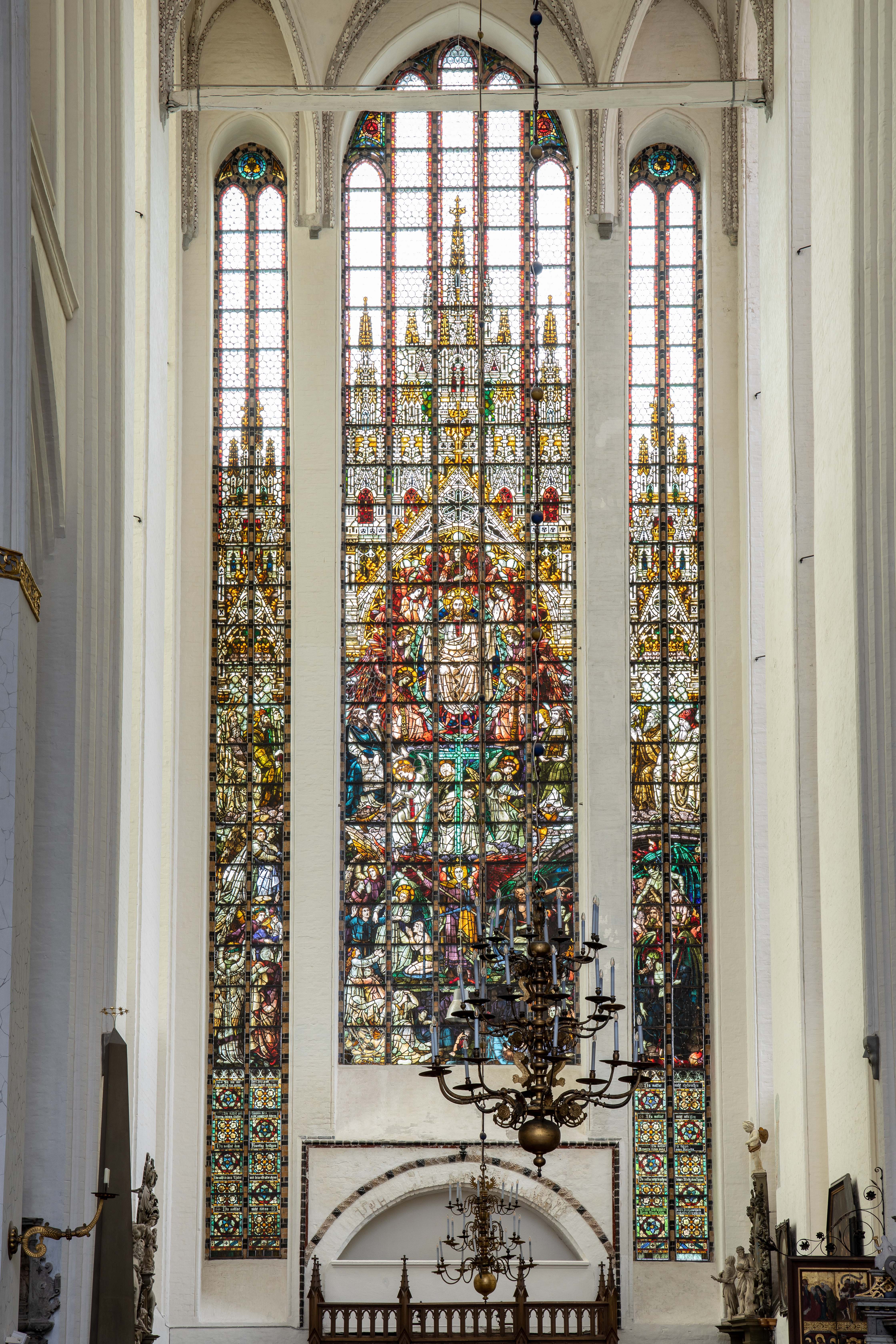
Vitráž, Kristus jako soudce světa (1904)

V důsledku přestaveb v 19. století a války se v chrámu dochovaly jen malé zbytky středověkých oken. Jsou zapracovány do oken kaplí Brökerů a Kramerů na severozápadní straně. V letech 1896 až 1906 byly zhotoveny významné vitráže. Velké okno ve štítu jižní příčné lodi ve výšce 26 metrů je největším uceleným obrazovým motivem ve vitráži. Bylo vyrobeno tyrolskou dílnou a ukazuje Krista, soudce světa. Další okna podobné konstrukce jsou k vidění na chóru, v  pamětní kapli s motivem Kristova zmrtvýchvstání a v kapli Mannových. Okna, která jsou vysoká až 24 metrů, byla nákladně restaurována po mnoho let a poslední práce byly dokončeny v roce 2020.

## Varhany

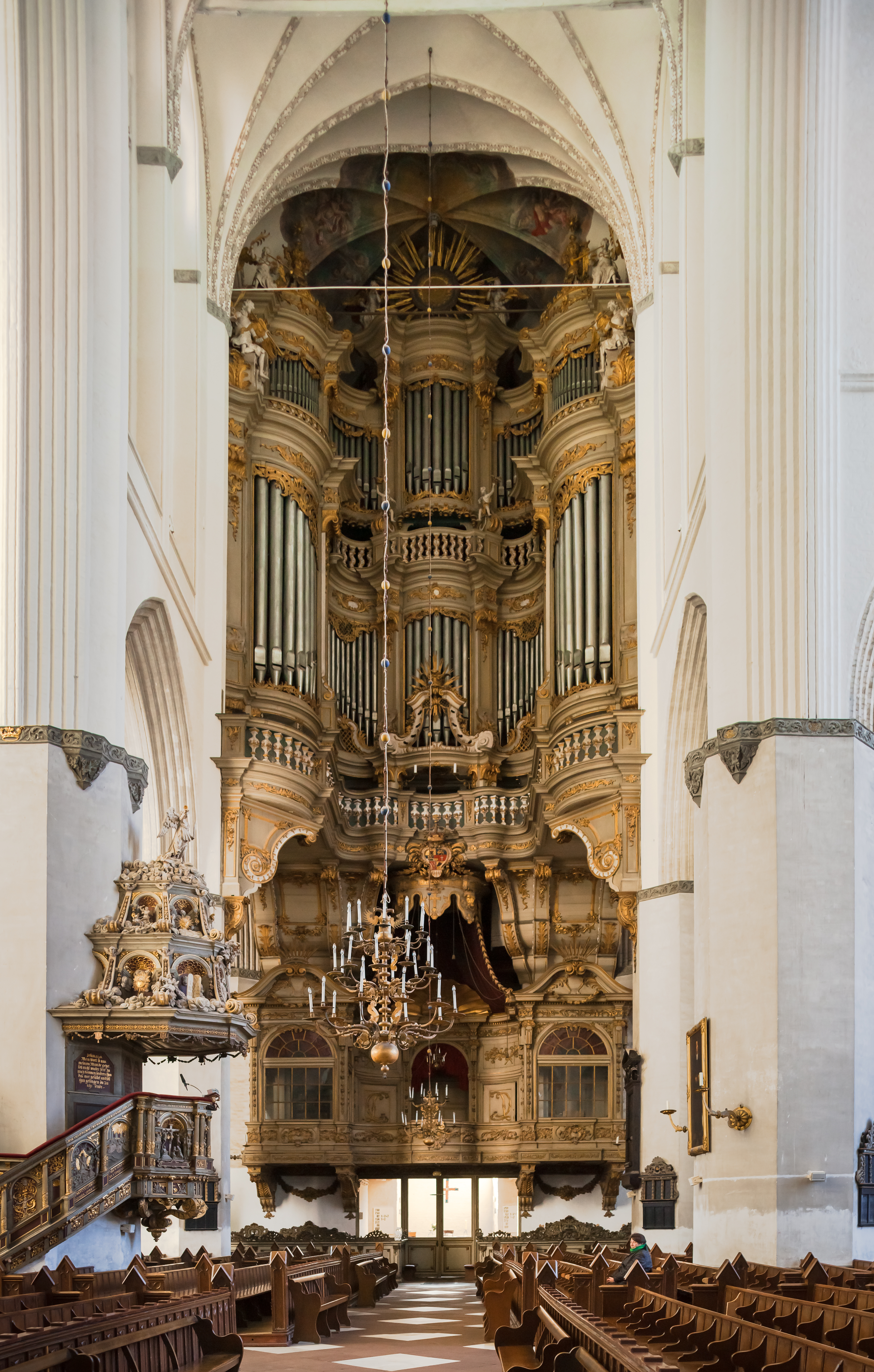
Varhany z roku 1770

V roce 1751 byla v západní lodi kostela postavena knížecí galerie pro vévodu Christiana Ludvíka II. z Mecklenburgu. Brzy poté, v roce 1770, dokončil rostocký varhanář Paul Schmidt tehdy největší nástroj ve střední Evropě. Vzniklo přibližně 27 metrů vysoké umělecké dílo. Zatímco vnějšek knížecí lóže a varhan vyžaduje pouze intenzivní vyčištění a zabezpečení, technický vnitřek nástroje trpěl od počátku koncepčními chybami. Několik konverzí a intervencí se snažilo situaci napravit, ale ne vždy šťastně a často v dobách hmotné nouze. Ve 20. století navíc bylo na ochranu dřeva využito množství toxických prostředků. Schránku varhan charakterizují olivově zelené tóny malby ze čtyřicátých let 19. století, zlacení pochází z roku 1770. Osm velkých soch má podobu andělů, z nichž někteří troubí na trubky. Uvnitř varhan najdeme 5700 píšťal v 83 rejstřících, převážně z roku 1938, některé z let 1983 a 1907, jen některé jsou ještě starší. Technický systém je tvořen materiálem z let 1793, 1905, 1938 a 1983.

## Druhá světová válka
Během těžkých náletů Royal Air Force v roce 1942, které trvaly tři dny, byla velká část Rostocku zničena. Kostelník od Panny Marie, pan Bombowski, zachránil kostel spolu se svou dcerou a dalšími lidmi před vyhořením když uhasili několik požárů na kostele a zabránili jim aby se rozšířily.

## Osobnosti
- Daniel Friderici, kantor v kostele Panny Marie v letech 1618–1638
- Nikolaus Hasse, varhaník v kostele Panny Marie v letech 1642–1671